# Chang Cheh
Chang Cheh (Qingtia, 10 februari 1923 - Hongkong, 22 juni 2002) was een van de belangrijkste filmregisseurs uit de Hongkongse filmwereld en wordt ook wel 'The Godfather of Hong Kong Cinema' genoemd.

## Biografie
Chang Cheh werd geboren op het Chinese vasteland als Chang Yik-Yang. Hij studeerde politiek aan de Nationale Centrale Universiteit (nu Nanking Universiteit). Zijn eerste baan in de filmwereld was als schrijver. Vanaf 1947 schreef hij diverse scenario's voor speelfilms, zijn eerste script was voor de film 'The False Faced Woman', de eerste in Taiwan opgenomen film in het Mandarijn. In 1949 regisseerde hij samen met Cheung Ying zijn eerste film 'Storm Cloud over Alishan'. Daarna verhuisde hij naar Hongkong en trad hij in dienst bij de filmstudio van de Shaw Brothers. Het duurde nog vele jaren voordat hij een echte hitfilm maakte: dit gebeurde ten slotte in 1967 met de klassieker 'One-Armed Swordsman', de eerste film die in Hongkong meer dan één miljoen dollar opbracht. Chang Cheh stierf in 2002 in Hongkong.
Hij was ook bekend onder de namen Zhang Che, Zhang Zheh, Chang Zheh, Cheuh Chang, Cheh Chiang, Chang Chueh, Che Zhang.

## Filmografie
- 1949 - Storm Cloud over Alishan
- 1957 - Wild Fire
- 1960 - The Tender Trap of Espionage
- 1960 - Death Traps
- 1961 - Song Without Words
- 1961 - The Girl with the Golden Arm
- 1961 - You Were Meant for Me
- 1962 - It's Always Spring
- 1964 - The Female Prince
- 1965 - Inside the Forbidden City
- 1966 - The Magnificent Trio
- 1967 - One-Armed Swordsman
- 1967 - The Assassin
- 1967 - The Trail of the Broken Blade
- 1968 - Golden Swallow
- 1969 - Have Sword, Will Travel
- 1969 - The Invincible Fist
- 1969 - Return of the One-Armed Swordsman
- 1970 - The Heroic Ones
- 1970 - Kung-Fu Vengeance (prijs beste regisseur, Asia-Pacific Film Festival)
- 1971 - Duel of Fists
- 1971 - Anonymous Heroes
- 1971 - New One-Armed Swordsman
- 1972 - The Water Margin
- 1972 - Boxer from Shantung
- 1973 - All Men Are Brothers
- 1973 - The Iron Bodyguard
- 1973 - Police Force
- 1973 - The Generation Gap
- 1973 - The Blood Brothers
- 1973 - The Delinquent)
- 1974 - Five Shaolin Masters
- 1974 - The Legend of the 7 Golden Vampires (co-regie met Roy Ward Baker)
- 1974 - Na Cha the Great
- 1974 - Heroes Two
- 1976 - Boxer Rebellion
- 1976 - Shaolin Temple (ook bekend als 'Death Chamber')
- 1976 - Shaolin Avengers
- 1977 - The Chinatown Kid
- 1977 - The Brave Archer
- 1978 - Crippled Avengers
- 1978 - Invincible Shaolin
- 1978 - The Five Venoms
- 1979 - Ten Tigers of Kwangtung
- 1979 - Heaven and Hell
- 1979 - Kid with the Golden Arm
- 1979 - Shaolin Rescuers
- 1979 - Two Champions of Shaolin
- 1980 - Flag of Iron
- 1980 - Two Champions of Shaolin
- 1981 - The Sword Stained with Royal Blood
- 1982 - Five Element Ninjas
- 1983 - Attack of the Joyful Goddess
- 1984 - The Demons
- 1988 - Across the River
- 1989 - Ninja in Ancient China
- 1993 - Hidden Hero